# Franz Wernekinck
Franz Wernekinck (* 19. Februar 1764 auf Burg Vischering bei Lüdinghausen; † 6. Februar 1839 in Münster) war ein deutscher Arzt und Botaniker.
Er war der erste Direktor des Botanischen Gartens Münster.

## Schriften
- Icones Plantarum sponte nascentium in Episcopatu Monasteriensi, additis differentiis specificis, synonymis, et locis naturaliis. Editae a Francisco Wernekinck, Med. L., Volumen Primum, continens tabulas I - C, Monasterii Westphalorum : Aschendorff 1798 [dt.: Bilder der im Bistum Münster wild wachsenden Pflanzen, mit ihren besonderen Unterscheidungsmerkmalen, synonymen Bezeichnungen und natürlichen Vorkommen, Herausgegeben von Franz Wernekinck, Lizentiat der Medizin. Band I, enthaltend die Tafeln 1 bis 100. Münster : Aschendorff 1798]

- Francisc. Wernekinck M. L., Flora Monasteriensis sive Enumeratio plantarum in agro monateriensi sponte nascentium. Secundum systema sexuale Cel. Linné. Monasterii Westphalorum - [dt.: Franz Wernekinck, Münsterische Flora oder Auflistung der Pflanzen, die im Gebiet von Münster wild wachsen. Nach dem Sexualsystem des berühmten Linné. Münster in Westfalen]